# Jean-Loup Amselle
Jean-Loup Amselle, né à Marseille en 1942, est un anthropologue et ethnologue français. Il est directeur d'études émérite à l'EHESS, ancien rédacteur en chef des Cahiers d'études africaines.

## Biographie
Formé en anthropologie sociale et en ethnologie, Jean-Loup Amselle a réalisé des travaux sur le terrain au Mali, en Côte d'Ivoire et en Guinée. Il est l'inventeur d'une anthropologie des branchements[réf. nécessaire] (manière dont une culture se nourrit d'influences différentes) et poursuit des recherches sur des thèmes comme l'ethnicité, l'identité, le métissage (Logiques métisses, 1990 ; rééd. 1999), mais aussi sur l'art africain contemporain, de même que sur le multiculturalisme (Vers un multiculturalisme français, 1996, rééd. 2001), le post-colonialisme (L'Occident décroché : enquête sur les postcolonialismes, 2008) et le subalternisme. En 1998, il a dirigé avec Emmanuelle Sibeud un ouvrage consacré à Maurice Delafosse, l'un des pionniers de l'ethnographie africaniste française.
En 2011, dans son ouvrage L'Ethnicisation de la France, l'« anthropologue marxiste » s'en prend à la « gauche postcoloniale et multiculturelle », qui serait responsable de l'ethnicisation de la France. Par ce terme, l'essayiste désigne « le processus issu du multiculturalisme qui, en reconnaissant les identités singulières, fragmente la République universelle ». Il s'attaque ainsi à la pensée de la négritude d'Aimé Césaire ou à la créolisation d'Edouard Glissant.  
En 2014, il publie Les nouveaux rouges-bruns. Le racisme qui vient, ouvrage dans lequel il critique notamment le philosophe Jean-Claude Michéa. Laurent Joffrin de Libération voit dans cet essai « un petit livre indispensable à la compréhension [du] nouveau paysage » intellectuel. Pour Jean-Claude Michéa, le livre tiendrait davantage du « pamphlet » s'apparentant à une nouvelle stratégie Godwin héritière de la « Nouvelle Philosophie » de la fin des années soixante-dix visant à présenter le projet socialiste traditionnel sous une « posture rouge-brune ».
En 2015, débattant au sujet de la place des religions en France et voulant combattre ce qu'il nomme une « racialisation du discours politique », il estime « nécessaire que l'Etat français favorise la construction de mosquées tout comme il doit financer l’enseignement musulman ».
En 2016, au sujet de la déchéance de nationalité, il suggère que « ce n’est pas la déchéance de nationalité pour quelque catégorie de Français que ce soit qu’il faudrait introduire dans la Constitution, mais bel et bien envisager la suppression d’un principe de nationalité à plus ou moins longue échéance et quel que soit le pays concerné ».
Son essai À chacun son Marx ou les mésaventures de la dialectique publié en 2019 constitue une « autobiographie intellectuelle », dans laquelle il retrace son parcours, lu sous l’angle de son rapport au marxisme. Il y poursuit sa critique de la « rouge-brunisation » intellectuelle, Le Monde diplomatique déplorant néanmoins, « le caractère anecdotique du propos » qui s’accompagne « d’une certaine légèreté dans le traitement des auteurs mentionnés comme d’une schématisation de la notion de « rouge-brun ». »

## Distinctions
- Chevalier de la Légion d'honneur en 2015[10]
- Prix de la Fondation Carical (Italie), section Sciences de l'Homme[11]

## Publications
- (dir.), Les Migrations africaines : réseaux et processus migratoires, avec des contributions de Michel Aghassian, Jean-Loup Amselle, Mamadou Saliou Baldé, Michèle Fièloux, Paris, Éditions Maspero, « Dossiers africains », 1976.
- Les Négociants de la savane: histoire et organisation sociale des Kooroko (Mali), Paris, Éditions Anthropos, 1977.
- (éd.), Le Sauvage à la mode, textes réunis et présentés par Jean-Loup Amselle (contributions de Marc Augé, Jean Copans, Jean-Claude Godin, Christian Deverre, etc.), Paris, Éditions le Sycomore, 1979.
- avec Elikia M'Bokolo (dir.), Au cœur de l’ethnie: ethnies, tribalisme et État en Afrique, Paris, La Découverte, 1985 ; rééd. 1999 coll. « La Découverte-poche »  (ISBN 2-7071-2955-0)
- Logiques métisses : anthropologie de l’identité en Afrique et ailleurs, Paris, Payot, coll. « Bibliothèque scientifique Payot », 1990 ; rééd. 2e éd. augm. Paris, Payot et Rivages, coll. « Bibliothèque scientifique Payot », 1999, 3e éd. augm. Payot, 2009.  (ISBN 2-228-88234-8)
- Vers un multiculturalisme français : l’empire de la coutume, Paris, Aubier, 1996  (ISBN 2-7007-2851-3) ; 2e éd. Flammarion, coll. « Champs », 2001.  (ISBN 2-0808-1476-1)[12]
- Avec Emmanuelle Sibeud (dir.), Maurice Delafosse : entre orientalisme et ethnographie, l’itinéraire d’un africaniste, 1870-1926, Paris, Maisonneuve et Larose ; Abidjan, CEDA, « Raisons ethnologiques », 1998.  (ISBN 2-7068-1356-3)
- Branchements : anthropologie de l'universalité des cultures, Paris, Flammarion, 2001.  (ISBN 2-08-212547-5) ; rééd. coll. « Champs », 2005  (ISBN 2-08-080138-4)
- L’Art de la friche : essai sur l'art africain contemporain, Paris, Flammarion, 2005.  (ISBN 2-08-210447-8)
- L’Occident décroché : enquête sur les postcolonialismes, Paris, Stock, coll. « Un ordre d'idées », 2008.  (ISBN 978-2-234-06042-5)
- Rétrovolutions, Paris, Stock, coll. « Un ordre d'idées », 2010.  (ISBN 978-2-234-06463-8)
- L’Ethnicisation de la France, Paris, Éditions Lignes, 2011.  (ISBN 978-2-35526-080-3)
- L’Anthropologue et le politique, Paris, Éditions Lignes, 2012.  (ISBN 978-2-35526-1091)
- Psychotropiques. La Fièvre de l’Ayahuasca en forêt amazonienne, Paris, Albin Michel, coll. « Bibliothèque Idées », 2013.  (ISBN 978-2-226-24628-8)
- Les Nouveaux Rouges-bruns. Le racisme qui vient, Paris, Éditions Lignes, 2014.  (ISBN 978-2-35526-138-1)
- Le musée exposé, Paris, Éditions Lignes, 2016.  (ISBN 978-2-35526-153-4)
- Islams africains : la préférence soufie, Éditions Le Bord de l'Eau, coll. « Pour mieux comprendre », 2017.  (ISBN 978-2-35687-5181)
- En quête d'Afrique(s): Universalisme et pensée décoloniale, coécrit avec Souleymane Bachir Diagne, Paris, Éditions Albin Michel, 2018.  (ISBN 978-2226397195)
- À chacun son Marx ou les mésaventures de la dialectique, Paris, éditions Kimé, 2019  (ISBN 978-2841749201)*
- L'Universalité du racisme, Paris, Éditions Lignes, 2020.  (ISBN 978-2-35526-197-8)
- L'invention du Sahel, Éditions du Croquant, 2022, 174 pages[13]

## Sur l'œuvre de Jean-Loup Amselle
- Anthony Mangeon (dir.), Anthropolitiques. Jean-Loup Amselle, une pensée sans concessions,  Paris-Montpellier, Karthala–MSH-M, 2015[14].